# Senné (Banská Bystrica)
Senné é um município da Eslováquia, situado no distrito de Veľký Krtíš, na região de Banská Bystrica. Tem 15,88 km² de área e sua população em 2018 foi estimada em 192 habitantes.

## Demografia
| Ano:        | 1994 | 2004   | 2014   | 2024    |
| ----------- | ---- | ------ | ------ | ------- |
| Broj ljudi: | 240  | 231    | 229    | 194     |
| Razlika:    |      | -3,75% | -0,86% | -15,28% |

| Ano:               | 2023 | 2024   |
| ------------------ | ---- | ------ |
| Número de pessoas: | 190  | 194    |
| Diferença:         |      | +2,10% |